# ایلفورد
latitudeایلفوردlongitudeایلفورد
ایلفورد (به انگلیسی: Ilford) یک منطقهٔ مسکونی در انگلستان است که در لندن واقع شده‌است.

## خصوصیات
ایلفورد ۴۵٬۳۳۳ نفر جمعیت دارد.